# Лизабет Скотт
Лизабет Вирджиния Скотт (англ. Lizabeth Scott), урождённая Эмма Матцо или Мацова (англ. Emma Matzo, словац. Ema Macová; 29 сентября 1922 — 31 января 2015) — американская актриса, особенно известная благодаря ролям в фильмах-нуар. Её называли самым красивым лицом фильмов-нуар с 1940 по 1950-е годы.

## Биография

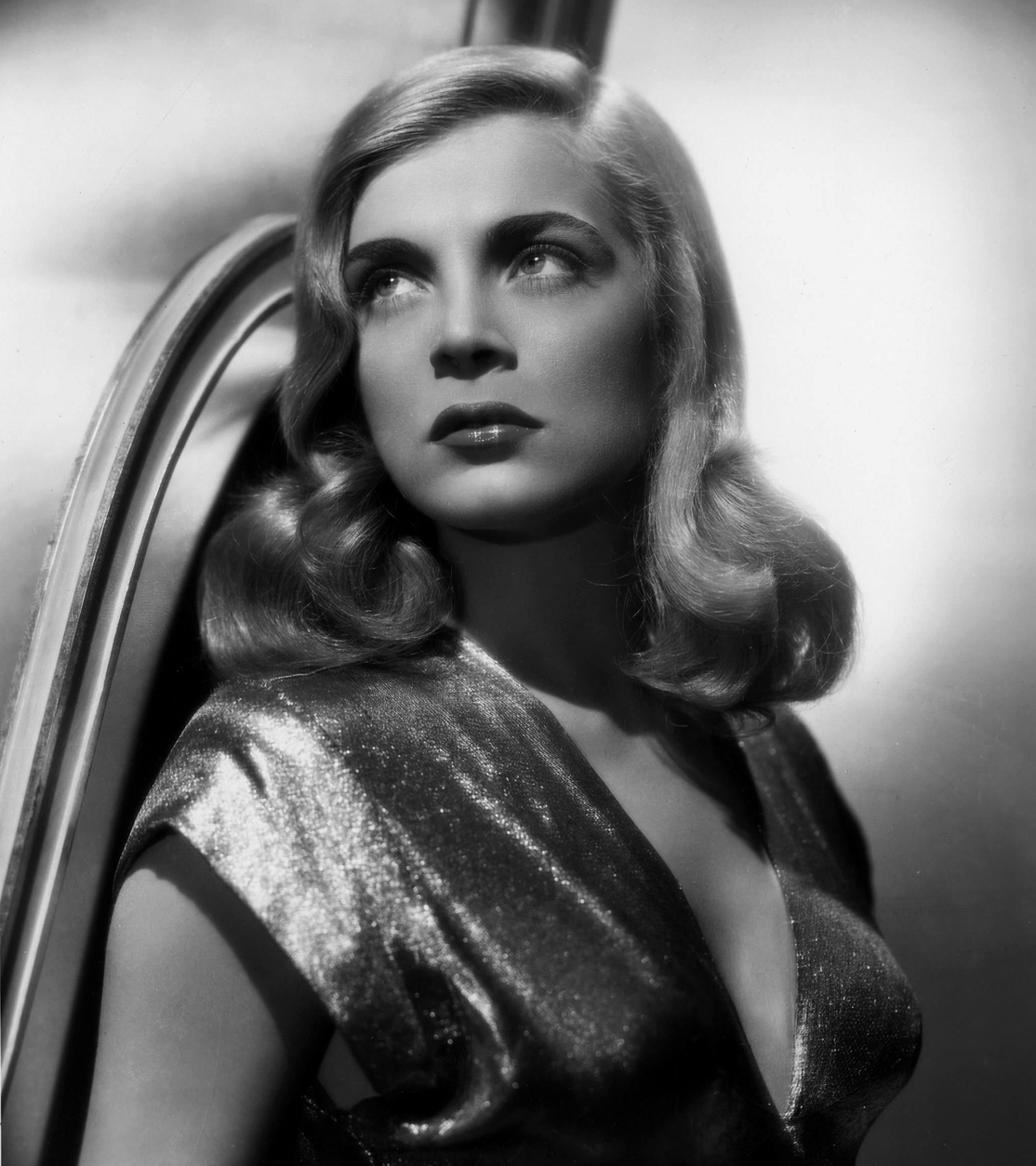
Лизабет Скотт в фильме «И ты появился».

Родилась в Скрантоне, штат Пенсильвания, в семье русинских эмигрантов из Словакии Мари Пеняк и Яна Мацо. Была старшей из шести детей. Её семья проживала в районе Пайн-Брук в Скрантоне, где её отец владел собственным рынком.
Окончила колледж Марвуда. В 1942 году переехала в Нью-Йорк, где поступила в маленькую антрепризу, дающей представления только летом, в качестве дублёрши Таллулы Бэнкхэд, причём так ни разу и не подменила её. После неудачи с театром некоторое время работала моделью, пока на неё не обратил внимание продюсер Хэл Уоллис (благодаря фотографии в журнале Harper’s Bazaar). Она дебютировала в кино в 1945 году, подписав контракт с компанией Paramount Pictures.
Студия «Парамаунт» использовала её в амплуа роковой женщины, подобной Лорин Бэколл. Отличительной чертой её имиджа был хриплый голос. Начиная с 1946 года Лизабет Скотт играла в фильмах-нуар, первым из которых был «Странная любовь Марты Айверс». Из 20 сыгранных ею в кино ролей, три четверти были в нуарах.
В конце 1940-х годов Лизабет Скотт была востребованной в Голливуде актрисой, её партнёрами по работе были Хамфри Богарт, Берт Ланкастер и Кирк Дуглас. В 1949 году она в судебном порядке превратила свой профессиональный псевдоним в официальное имя. В 1955 году с ней был связан ещё один судебный процесс, в связи с обвинениями в прессе в использовании услуг девушек по вызову и сафизме. На волне интереса к ней, в 1957 году Лизабет Скотт закончила карьеру в кино, до 1963 года изредка появляясь в эпизодических ролях на телевидении.
В 1957 году она попыталась сделать карьеру певицы и записала альбом «Лизабет». Однако певческие её занятия остались без продолжения. В 1960-е годы она некоторое время преподавала актёрское мастерство в Университете Южной Калифорнии. В последний раз появилась на киноэкране в 1973 году, после чего вела затворническую жизнь. За свой вклад в киноиндустрию США актриса удостоена звезды на Голливудской аллее славы.

## Личная жизнь

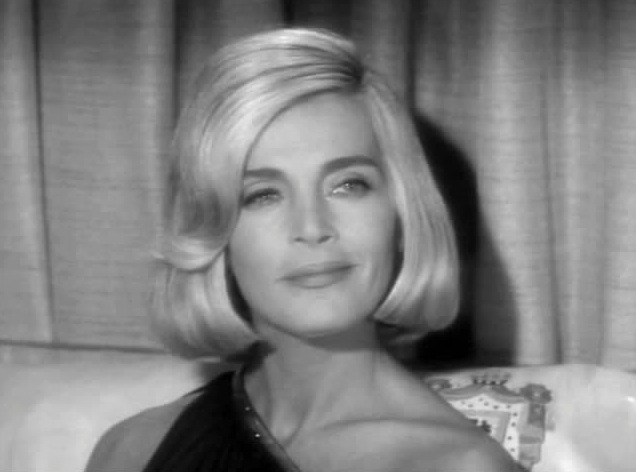
Лизабет Скотт в телесериале «Правосудие Берка».

В нескольких книгах утверждалось, что Скотт была в отношениях с Хэлом Уоллисом, который затем женился на актрисе Луизе Фазенде.Позднее Уоллис предпринял попытку возродить отношения, сняв Скотт в фильме «Любить тебя» с Элвисом Пресли. После завершения съемок Скотт отошла от киноактерской деятельности, чтобы попробовать свои силы в вокале. 14-летние отношения с Уоллисом, которые начались в клубе «Аист» в 1943 году, подошли к концу. Скотт и сама знала, что их отношения закончились — только Уоллис продолжал отрицать это. После смерти Луизы в 1962 году Уоллис впал в депрессию и стал затворником, прежде чем жениться на Марте Хайер в 1966 году. В более поздней жизни он был сдержан в отношении Скотт.
В мае 1969 года после двухлетней помолвки было объявлено о предстоящей свадьбе Скотт с нефтяником, Уильямом Даггером, из Сан-Антонио, штат Техас. В конце 1969 года музыкант, Рексино Мондо, помогал Скотт украсить особняк её жениха на Малхолланд-драйв перед свадьбой:

Лиз … она познакомила меня со своим женихом, техасским нефтяным бароном Уильямом Лафайетом Даггером-младшим, лет сорока пяти, среднего телосложения, симпатичным, темноволосым, с добродушным характером и крепким рукопожатием.
 Сам Даггер описывал Скотт как непонятую душу, ищущую любви. Даггер планировал снять фильм в Риме со Скотт в главной роли, но внезапно умер 8 августа 1969 года. Рукописное дополнение к его завещанию, оставляющее половину состояния его невесте, было оспорено сестрой Даггера, Сарой Даггер Шварц. Завещание было признано недействительным в 1971 году.
В 1953 году Скотт была кратко помолвлена с архитектором, Джоном Линдси. Она скрывала свою личную жизнь от газет и публично порицала бывших кавалеров, которые все рассказывали прессе. В период между 1945 и 1970-е, в прессе сообщалось, что Скотт в разное время была в отношениях с Ваном Джонсоном, Джеймсом Мейсоном, Гельмутом Дантином, пластическим хирургом, Грегори Поллоком, Ричардом Куайном, Уильямом Дозиером, Филипом Кохраном, Хербом Каеном, Питером Лоуфордом среди прочих. Берт Бакарак встречался со Скотт в период разрыва с Энджи Дикинсон.

## Последние годы
В последние годы Скотт вела затворнический образ жизни и отказывалась от интервью. В 1970-х годов она занималась девелопментом и волонтерской деятельностью для различных благотворительных организаций, таких как Project HOPE и Музей искусств округа Лос-Анджелес.
В отличие от своей любимой актрисы, Греты Гарбо, Скотт не была замкнутым человеком. Она продолжала встречаться в тесном кругу старых голливудских актёров. Одним из её лучших друзей был певец Майкл Джексон. Не забыла она и Хэла Уоллиса. Находясь на сцене Американского института киноискусства в 1987 году, отдавая дань памяти Уоллису, она с нежностью вспоминала время, проведенное с ним.
Лизабет Скотт умерла 31 января 2015 года от сердечной недостаточности в возрасте 92 лет.

## Фильмография
| Год       |   | Русское название              | Оригинальное название            | Роль                      |
| --------- | - | ----------------------------- | -------------------------------- | ------------------------- |
| 1945      | ф | —                             | You Came Along                   | Айви Хотчкисс             |
| 1946      | ф | Странная любовь Марты Айверс  | The Strange Love of Martha Ivers | Тони Марачек              |
| 1947      | ф | Рассчитаемся после смерти     | Dead Reckoning                   | Дасти Чендлер             |
| 1947      | ф | Ярость пустыни                | Desert Fury                      | Пола Хэллер               |
| 1947      | ф | Девушка из варьете            | Variety Girl                     | в роли самой себя         |
| 1947      | ф | Я всегда одинок               | I Walk Alone                     | Кей Лоуренс               |
| 1948      | ф | Западня                       | Pitfall                          | Мона Стивенс              |
| 1949      | ф | Слишком поздно для слёз       | Too Late for Tears               | Джейн Палмер              |
| 1949      | с | —                             | Family Theatre                   | н/д                       |
| 1949      | ф | Беспечная жизнь               | Easy Living                      | Лайза Уилсон              |
| 1950      | ф | —                             | Paid in Full                     | Джейн Лэнгли              |
| 1950      | ф | Тёмный город                  | Dark City                        | Фрэн Гарланд              |
| 1951      | ф | Компания, которой она владеет | The Company She Keeps            | Джоан Уилберн             |
| 1951      | ф | Родственные души              | Two of a Kind                    | Брэнди Керби              |
| 1951      | ф | Рэкет                         | The Racket                       | Айрин Хэйес               |
| 1951      | ф | Красная гора                  | Red Mountain                     | Крис                      |
| 1952      | ф | Украденное лицо               | Stolen Face                      | Элис Брент / Лили Коновер |
| 1952—1953 | с | Люкс-видео театр              | Lux Video Theatre                | Бетси / Маргарет Бейли    |
| 1953      | ф | Напуганные до смерти          | Scared Stiff                     | Мэри Кэрролл              |
| 1953      | ф | —                             | Bad for Each Other               | Хелен Кертис              |
| 1954      | ф | Серебряная жила               | Silver Lode                      | Роуз Эванс                |
| 1955      | с | —                             | The Eddie Cantor Comedy Theater  | н/д                       |
| 1955      | с | Студия 57                     | Studio 57                        | н/д                       |
| 1956      | с | —                             | The 20th Century-Fox Hour        | Фрэнсис Фаулер            |
| 1956      | ф | Оружие                        | The Weapon                       | Эльза Дженнер             |
| 1957      | ф | Любить тебя                   | Loving You                       | Гленда Маркл              |
| 1960      | с | Райские приключения           | Adventures in Paradise           | Карла Маккинли            |
| 1963      | с | Правосудие Берка              | Burke’s Law                      | Мона Робертс              |
| 1965      | с | Третий человек                | The Third Man                    | Дайана Мастерс            |
| 1972      | ф | Чтиво                         | Pulp                             | Бетти Сиппола             |